# Bill Antonio
Bill Antonio (3 september 2002) is een Zimbabwaans voetballer die onder contract ligt bij KV Mechelen.

## Clubstatistieken
| Seizoen         | Club             | Land            | Competitie      | Competitie | Competitie | Beker | Beker | Supercup | Supercup | Europees | Europees | Totaal | Totaal |
| Seizoen         | Club             | Land            | Competitie      | Wed.       | Dlp.       | Wed.  | Dlp.  | Wed.     | Dlp.     | Wed.     | Dlp.     | Wed.   | Dlp.   |
| --------------- | ---------------- | --------------- | --------------- | ---------- | ---------- | ----- | ----- | -------- | -------- | -------- | -------- | ------ | ------ |
| 2022/23         | Jong KV Mechelen | Vlag van België | Tweede afdeling | 20         | 5          | —     | —     | —        | —        | —        | —        | 20     | 5      |
| 2023/24         | Jong KV Mechelen | Vlag van België | Tweede afdeling | 13         | 5          | —     | —     | —        | —        | —        | —        | 13     | 5      |
| 2023/24         | KV Mechelen      | Vlag van België | Eerste klasse A | 12         | 3          | 0     | 0     | —        | —        | —        | —        | 12     | 3      |
| 2024/25         | KV Mechelen      | Vlag van België | Eerste klasse A | 14         | 1          | 0     | 0     | —        | —        | —        | —        | 14     | 1      |
| 2025/26         | KV Mechelen      | Vlag van België | Eerste klasse A | 2          | 0          | 0     | 0     | —        | —        | —        | —        | 2      | 0      |
| Carrière totaal | Carrière totaal  | Carrière totaal | Carrière totaal | 61         | 14         | 0     | 0     | 0        | 0        | 0        | 0        | 61     | 14     |

1 De Wolf ·
2 Halhal ·
3 Marsà ·
4 Diouf ·
5 Teague ·
8 Konaté ·
14 Raman ·
15 Van Ingelgom ·
16 Schoofs ·
17 Belghali ·
19 Mrabti ·
20 Lauberbach ·
22 Mirás ·
23 Zekri ·
26 Makanza ·
27 Vanrafelghem ·
30 Baert ·
31 Willockx ·
33 Hammar ·
34 St. Jago ·
35 Bafdili ·
36 Yeboah ·
38 Antonio ·
40 Ouahabi ·
77 Pflücke ·
Coach: Vanderbiest
Assistent-coach: Van Handenhoven